# Evangelische Kirche Stammheim (Florstadt)

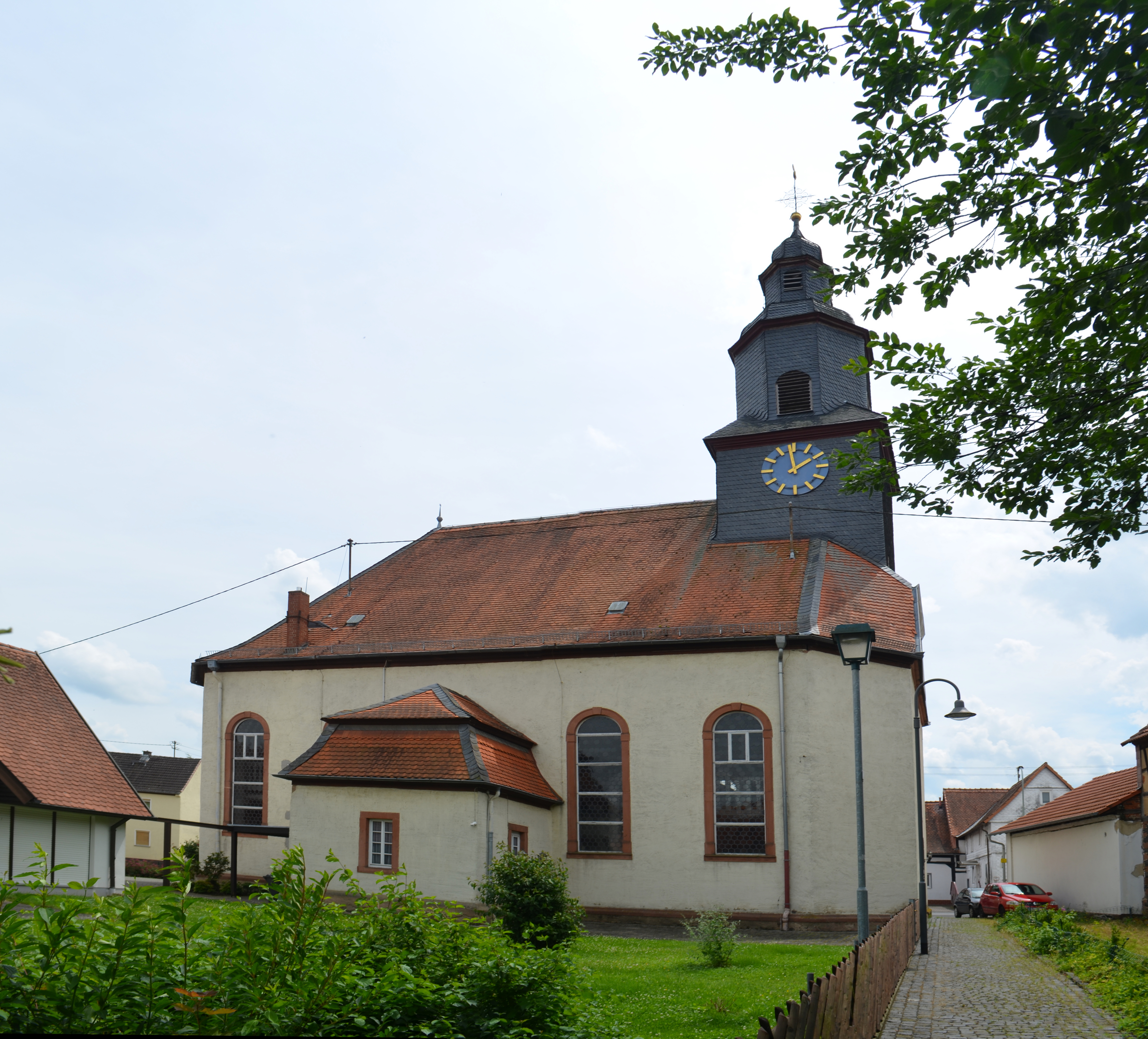
Evangelische Kirche Stammheim (Florstadt)

Die Evangelische Kirche Stammheim ist ein denkmalgeschütztes Kirchengebäude, das in Stammheim steht, einem Stadtteil der Gemeinde Florstadt im Wetteraukreis in Hessen. Die Kirchengemeinde gehört zum Dekanat Wetterau in der Propstei Oberhessen der Evangelischen Kirche in Hessen und Nassau.

## Beschreibung

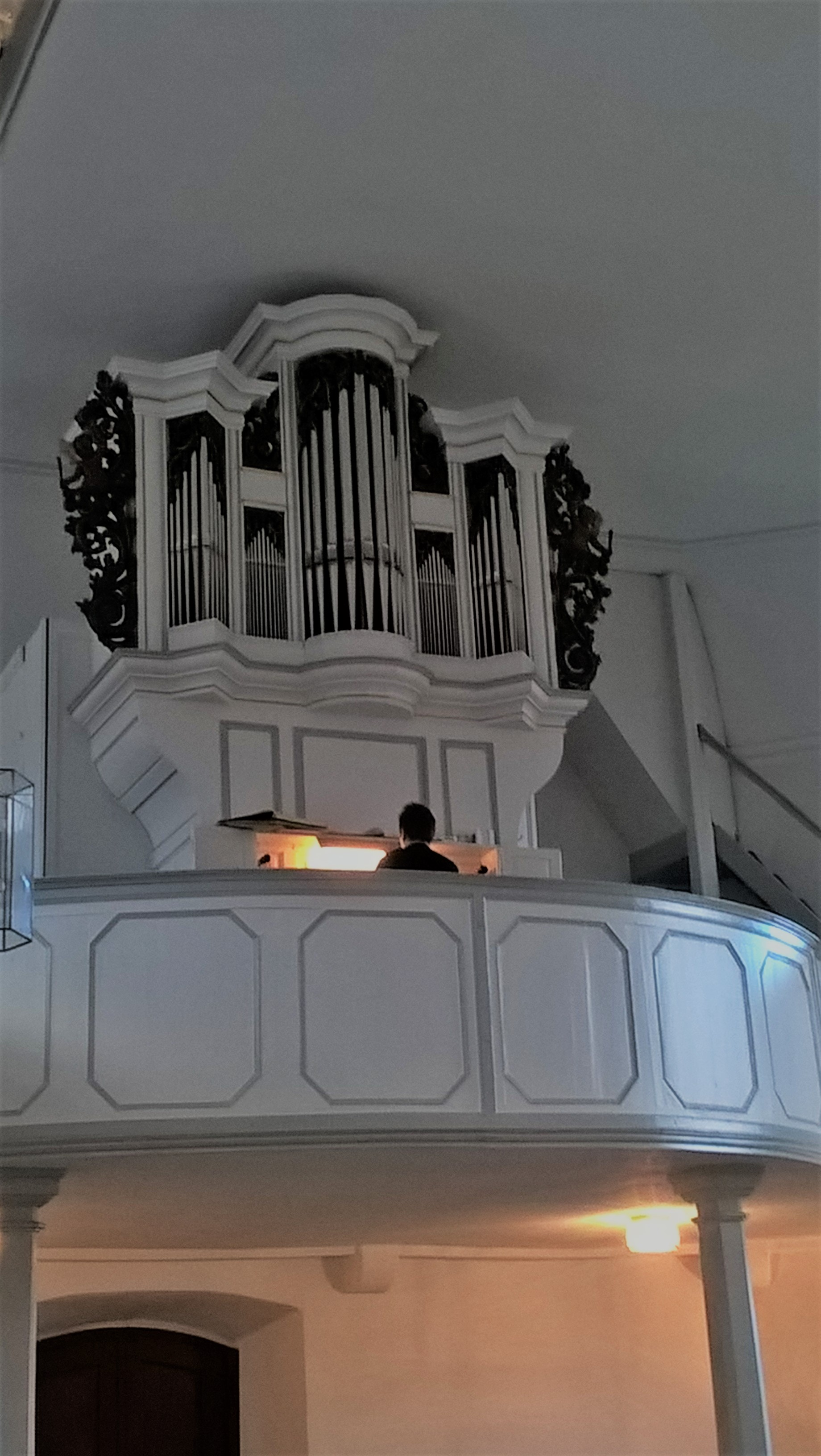
Orgel

Die Saalkirche wurde 1750/51 nach einem Entwurf von Johann Conrad Lichtenberg gebaut. Das Kirchenschiff hat abgeschrägte Ecken. An der nördlichen Langseite wurde die mit einem Mansarddach bedeckte Sakristei angebaut. Der quadratische, schiefergedeckte Dachreiter, der die Turmuhr beherbergt, hat einen achteckigen Aufsatz für den Glockenstuhl. Darauf sitzt eine geschwungene Haube mit Laterne. 
Der Innenraum ist als Predigtkirche querorientiert. Zwei symmetrisch aufeinander bezogene L-förmige Emporen stehen im Osten und im Westen. Die Kirchenausstattung mit dem Kanzelaltar im Norden stammt aus der Bauzeit. 
Die Orgel mit elf Registern auf einem Manual und Pedal wurde 1751 von Johann Friedrich Syer gebaut. Die Orgel ist weitgehend im Originalzustand erhalten. 1908 wurde sie allerdings nach einem Schaden durch Blitzschlag von August Förster umgebaut. 1917 mussten Orgelpfeifen für Kriegszwecke abgeliefert werden, die erst 1936 wieder ersetzt werden konnten. 1973 wurde die Orgel überholt und 2006 durch die Firma Förster & Nicolaus Orgelbau aus Lich restauriert und dem Zustand zur Bauzeit weitestgehend angeglichen. Auch der Prospekt entspricht dem Originalzustand.